# صفاء عيساوي
صفاء عيساوي هي لاعبة ألعاب قوى تونسية وُلدت في 23 يناير 1985، وتخصصت في رياضة العدو السريع للمسافات المتوسطة والطويلة، وبالتحديد في سباقات 800 و1500 متر.

## المشاركات والميداليات
شاركت صفاء عيساوي في بداية مسيرتها الرياضية في بطولة العالم لألعاب القوى للشباب عام 2003 في سباق 1500 متر للسيدات، ثُم في بطولة العالم لألعاب القوى للشباب عام 2004، والتي أقيمت في مدينة غروسيتو بإيطاليا، وحصلت فيها على الميدالية الفضية في سباق 3000 متر للسيدات، كما شاركت في سباق 5000 متر للسيدات في نفس البطولة، غير أنها لم تتمكن من إنهاء السباق. شاركت صفاء عيساوي أيضًا في بطولة العالم لاختراق الضاحية في أعوام 2005 و2009 و2010 و2011 وكان أفضل المراكز التي حققتها خلال مشاركاتها في هذه البطولة هو المركز الرابع والخمسين في عام 2011.
حققت صفاء عيساوي أفضل نتائجها في يونيو 2009 في مدينة نابل بتونس عندما أنهت سباق 800 متر في زمن قدره 2:06.2 دقيقة، وفي يونيو 2006 في بوخارست برومانيا عندما أنهت سباق 1500 متر في مدة بلغت 4:14.32 دقيقة، وفي بطولة العالم لألعاب القوى للشباب التي أقيمت عام 2004 في مدينة غروسيتو بإيطاليا عندما أنهت سباق 3000 متر في مدة بلغت 9:02.47 دقيقة، وفي يونيو 2011 في مدينة قسطنطة برومانيا عندما أنهت سباق 5000 متر في مدة بلغت 16:12.24 دقيقة. ويوضح الجدول التالي أهم المُسابقات والبطولات التي شاركت فيها صفاء عيساوي، وأبرز الميداليات والألقاب التي حققتها في البطولات والمسابقات المختلفة:
| العام | المسابقة                                 | المكان            | المنافسات                        | الترتيب/الميدالية                   | ملاحظات                                                                          |
| ----- | ---------------------------------------- | ----------------- | -------------------------------- | ----------------------------------- | -------------------------------------------------------------------------------- |
| 2003  | بطولة العالم لألعاب القوى للشباب 2003    | بواكي، ساحل العاج | سباق 1500 متر - عدو              |                                     |                                                                                  |
| 2003  | بطولة العالم لاختراق الضاحية للشباب 2003 |                   | سباق 1500 متر - عدو              |                                     |                                                                                  |
| 2004  | بطولة العالم لألعاب القوى للشباب 2004    | غروسيتو، إيطاليا  | سباق 3000 متر - عدو              | المركز الثاني (الميدالية الفضية)    | حققت في هذا السباق أحد أفضل نتائجها، بعدما أنهت السباق في مدة بلغت 9:02.47 دقيقة |
| 2004  | بطولة العالم لألعاب القوى للشباب 2004    | غروسيتو، إيطاليا  | سباق 5000 متر - عدو              | لم تكمل السباق                      |                                                                                  |
| 2004  | دورة الألعاب العربية 2004                | الجزائر، الجزائر  | سباق 5000 متر - عدو              | المركز الثاني (الميدالية الفضية)    | أنهت السباق في مدة بلغت 56.19.16 دقيقة                                           |
| 2004  | بطولة العالم لاختراق الضاحية للشباب 2004 |                   | سباق 1500 متر - عدو              |                                     |                                                                                  |
| 2005  | البطولة العربية لألعاب القوى 2005        | رادس، تونس        |                                  | المركز الثاني (الميدالية الفضية)    |                                                                                  |
| 2005  | البطولة العربية لألعاب القوى 2005        | رادس، تونس        | المركز الثاني (الميدالية الفضية) |                                     |                                                                                  |
| 2005  | البطولة العربية لألعاب القوى 2005        | رادس، تونس        | سباق التتابع                     | المركز الثالث (الميدالية البرونزية) |                                                                                  |
| 2005  | ألعاب البحر الأبيض المتوسط 2005          | المرية، إسبانيا   | سباق 1500 متر - عدو              | المركز الثالث عشر                   |                                                                                  |
| 2005  | بطولة العالم لاختراق الضاحية 2005        |                   |                                  |                                     |                                                                                  |
| 2006  | بطولة إفريقيا لألعاب القوى 2006          | بامبوس، موريشيوس  | سباق 1500 متر - عدو              | المركز الثاني (الميدالية الفضية)    |                                                                                  |
| 2006  | بطولة إفريقيا لألعاب القوى 2006          | بامبوس، موريشيوس  | سباق 800 متر - عدو               | لم تتأهل                            |                                                                                  |
| 2007  | دورة الألعاب الإفريقية 2007              | الجزائر، الجزائر  | سباق 1500 متر - عدو              | لم تتأهل                            |                                                                                  |
| 2007  | دورة الألعاب العربية 2007                | القاهرة، مصر      | سباق 5000 متر - عدو              | المركز الأول (ميدالية ذهبية)        | أنهت السباق في مدة بلغت 96.13.19 دقيقة                                           |
| 2009  | ألعاب البحر الأبيض المتوسط 2009          | بيسكارا، إيطاليا  | سباق 1500 متر - عدو              | المركز التاسع                       |                                                                                  |
| 2009  | بطولة العالم لاختراق الضاحية 2009        |                   |                                  |                                     |                                                                                  |
| 2010  | بطولة العالم لاختراق الضاحية 2010        |                   |                                  |                                     |                                                                                  |
| 2011  | البطولة العربية لألعاب القوى 2011        | رادس، تونس        | سباق 5000 متر - عدو              | المركز الثاني (الميدالية الفضية)    | أنهت السباق في مدة بلغت 16.56.15 دقيقة                                           |
| 2011  | بطولة العالم لاختراق الضاحية 2011        |                   |                                  | المركز الرابع والخمسين              |                                                                                  |
| 2012  | نصف ماراثون البحيرة                      | تونس              |                                  |                                     | بعدما أنهت السباق في 80.09 دقيقة                                                 |